# 항공안전단
항공안전단(영어: ROKAF Aviation Safety Agency)은 서울특별시 동작구 대방동에 위치하며 항공 안전 업무를 맡고 있는 대한민국 공군의 부대이다.

## 임무
공군의 무사고 비행 및 안전사고 예방을 보장하기 위해 창설된 안전전문 부대로서 선진 안전문화를 이끌어가는 창조적 안전교육, 현장 중심의 선제적 안전관리 연구, 동일 유사사고 재발방지를 위한 안전사고의 직접 및 근본원인 규명, 국제기준에 부합하는 비행절차 및 표준화 업무 등의 임무를 수행한다.

## 역사
1995년 6월, 경남 진주시 소재 공군교육사령부에서 창설되었다.
2004년 7월, 진주에서 평택 소재 신축 기지로 이전하였다.
2004년 12월, 건설교통부에 의해 항공훈련기관(ATO)으로 인가받았다.
2014년 12월 8일, 공군본부가 항공안전관리단과 비행표준단을 통합하여 항공안전단으로 조직을 재편성하고 서울특별시 동작구로 재배치하여 재창설되었다.
2016년 6월, 국내 최초 국가급 民·官·軍 항공안전심포지엄을 개최하였다.
2016년 7월, 국민안전처에 의해 재난안전종사자를 위한 전문교육대행기관으로 지정되었다.
2018년 12월, 행정안전부에 의해 국민안전교육기관으로 인증받았다.
2022년 12월, 교육 관련 성과물과 서비스를 제공하는 기관의 효율적인 경영시스템을 인증하는 국제 표준인 교육기관경영시스템(ISO 21001)을 대한민국의 군사 조직 중에서 최초로 인증받았다.

## 계보
- 1995년 6월, 항공안전관리단
- 2014년 12월 8일, 항공안전단

## 참고
1. ↑  김광수 (2014년 12월 8일). “공군 항공안전단 창설”. 한국일보. 2020년 11월 16일에 확인함.